# Projekt NG408
Das Projekt NG408 beschreibt einen Fährschiffstyp, von dem zwei Einheiten für das Alaska Marine Highway System gebaut wurden. Beide Schiffe wurden 2021 nach Spanien verkauft und werden von Trasmapi im Fährverkehr zu und zwischen den Balearen eingesetzt.

## Geschichte
Die Schiffe wurden im Februar 2002 bestellt. Sie wurden für jeweils 36 Mio. US-Dollar von Derecktor Shipyards in Bridgeport im US-Bundesstaat Connecticut für das Alaska Marine Highway System gebaut. Die Schiffe wurden auf der Bauwerft mithilfe eines Travellifts ins Wasser gesetzt. Der Schiffsentwurf stammte vom britischen Unternehmen BMT Nigel Gee & Associates in Southampton.
Die Schiffe wurden unter US-amerikanischer Flagge auf dem Alaska Marine Highway eingesetzt. Die Fairweather wurde im Norden der Inside Passage zwischen Juneau und Sitka sowie nach Skagway, die Chenega im Prinz-William-Sund zwischen Valdez, Cordova und Whittier eingesetzt. Zeitweise verkehrte die Fairweather im Prinz-William-Sund. Ursprünglich war der Bau zwei weiterer Schnellfähren geplant, die ebenfalls in der Inside Passage zwischen Juneau und Petersburg bzw. Ketchikan und Mitkof Island eingesetzt werden sollten.
Die Fähren waren für Fährverbindungen gebaut, auf denen Rundläufe nicht länger als zwölf Stunden, der maximalen Arbeitszeit von Seeleuten auf US-amerikanischen Schiffen, dauern. Hierdurch sollten signifikante Einsparungen bei den Personalkosten erreicht werden. Diese waren ursprünglich auch ein Argument für den Bau der Fähren.
Wegen der trotz Einsparungen bei den Personalkosten hohen Betriebskosten wurden die Chenega 2015 außer Dienst gestellt, die Fairweather folgte 2019. Am 10. März 2021 wurden beide Schiffe vom Alaska Department of Transportation & Public Facilities für zusammen rund 5,17 Mio. US-Dollar an die spanische Reederei Servicios y Concesiones Maritimas Ibicencas verkauft. Beide Schiffe wurden an Deck des Halbtauchers Red Zed 1 von Ketchikan aus nach Spanien verschifft. Sie werden unter spanischer Flagge von dem von Trasmapi durchgeführten Fährverkehr zu und zwischen dem Balearen eingesetzt.

## Beschreibung

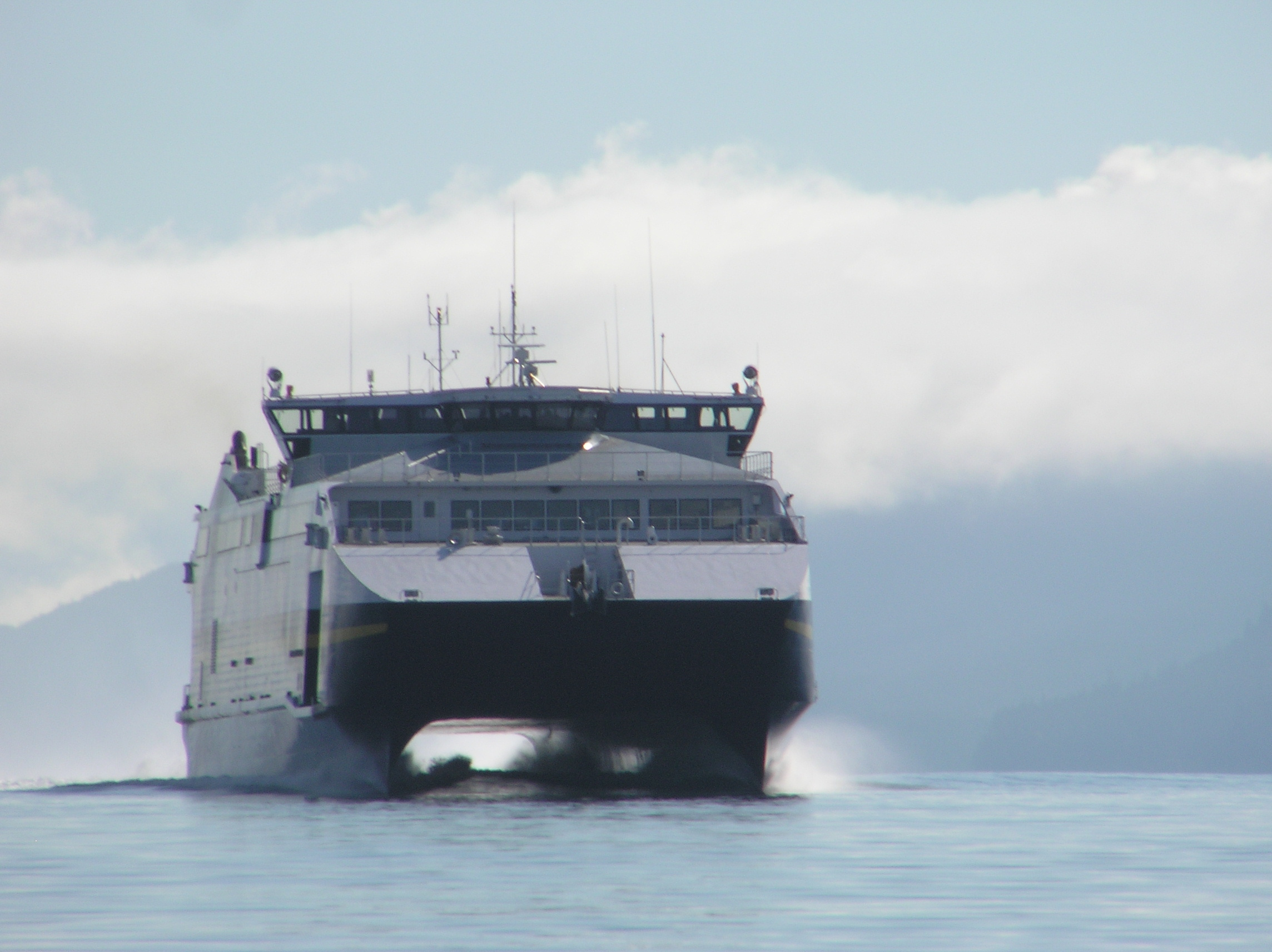
Fairweather

Die Schiffe sind als Katamarane ausgelegt. Sie werden von vier MTU-Dieselmotoren angetrieben. Gebaut wurden sie mit vier Sechzehnzylinder-Dieselmotoren des Typs 16V 595. Die Motoren wurden bei beiden Schiffen 2013 bzw. 2014 durch vier Zwanzigzylinder-Viertakt-Dieselmotoren des Typs 20V 4000 M73L mit jeweils 3600 kW Leistung ersetzt. Durch die Neumotorisierung sank der Treibstoffverbrauch um einige Prozent. Die Motoren wirken über Untersetzungsgetriebe auf vier Kamewa-Wasserstrahlantriebe. Für die Stromerzeugung an Bord stehen vier von Sechszylinder-Dieselmotoren mit je 185 kW Leistung angetriebene Generatoren zur Verfügung. Die Antriebe sind paarweise in den beiden Schwimmkörpern untergebracht. Weiterhin ist in den Schwimmkörpern jeweils ein elektrisch angetriebenes Bugstrahlruder installiert.
Auf den Schwimmkörpern sind drei Decks aufgesetzt. Auf dem Hauptdeck befindet sich das über eine Heckrampe und eine Seitenpforte auf der Steuerbordseite zugängliche Fahrzeugdeck mit vier Fahrspuren. Darüber befindet sich das Passagierdeck unter anderem mit zwei Bereichen mit insgesamt 251 Sitzgelegenheiten für die Passagiere und einem Selbstbedienungsrestaurant sowie einem überdachten Deckbereich mit weiteren Sitzgelegenheiten am Heck der Schiffe. Oberhalb des Passagierdecks ist im vorderen Bereich der Schiffe die geschlossene Brücke aufgesetzt, hinter der sich ein Aufenthaltsraum für die Schiffsbesatzung befindet.
Die Schiffe sind mit zwei Schiffsevakuierungssystemen ausgestattet. Weiterhin steht ein Rettungsboot zur Verfügung, das im Heckbereich an Deck mitgeführt wird.

## Schiffe
| Projekt NG408 | Projekt NG408 | Projekt NG408 | Projekt NG408                                    |
| Bauname       | Baunr.        | IMO- Nummer   | Kiellegung Stapellauf Fertigstellung             |
| ------------- | ------------- | ------------- | ------------------------------------------------ |
| Fairweather   | 201           | 9265809       | November 2002 14. November 2003 28. Februar 2004 |
| Chenega       | 205           | 9265794       | 15. April 2003 13. Februar 2004 20. April 2005   |

Die Fairweather ist nach dem Fairweather-Gletscher, die Chenega nach dem Chenega-Gletscher in Alaska benannt.